# Mike Davis (baloncestista de 1956)
Michael Anthony Davis. Baloncestista estadounidense de los años 1970 y años 1980. Nació en Jacksonville, Florida, el 2 de agosto de 1956. Medía 2,07 metros y jugaba en la posición de pívot.

## Trayectoria deportiva
Tras jugar dos temporadas en la Liga universitaria de Estados Unidos (NCAA) defendiendo la camiseta de la Universidad de Maryland, en 1978 emigró a Europa para jugar en el Banco di Roma, ya que no fue elegido en el draft de la NBA. 
Jugó cuatro temporadas en Italia, tres en el Banco di Roma y una en el Seleco Nápoles. En 1982, siendo agente libre, fichó por los New York Knicks de la NBA, pero el 26 de octubre de 1982 fue cortado por los Knicks y fichó por los Albany Patroons de la CBA. El 23 de febrero de 1983 volvió a fichar por los Knicks, con los que jugó hasta final de temporada.
En el verano de 1983 fichó por el FC Barcelona, equipo en el que militaría dos temporadas jugando a un gran nivel. En el club catalán se reveló como uno de los mejores jugadores de la Liga ACB, y ganó los dos títulos más prestigiosos de su carrera: la Recopa de Europa y el Mundial de Clubs, ambos en la temporada 1984-1985. 
Davis marchó a Francia para jugar con el CSP Limoges, en el que militó la temporada 1985-1986. Posteriormente volvió a Italia donde jugó tres temporadas en el Fantoni Udine, Benetton Treviso y Annabella Pavía.
Los dos últimos años de su carrera los volvió a disputar en la Liga ACB española, en las filas del Grupo IFA Granollers.

## Palmarés
- 1 Recopa de Europa: 1984-85, con el FC Barcelona.
- 1 Mundial de Clubs: 1984-85, con el FC Barcelona.
- 1 vez subcampeón de la Copa de Europa: 1983-84, con el FC Barcelona.

## Consideraciones personales
- Elegido "Mejor Debutante del Año" en la CBA de la temporada 1982-1983.
- Integrante del "CBA All-League" (primer equipo) de la temporada 1982-1983.
- Integrante del "CBA All-Defensive" (segundo equipo) de la temporada 1982-1983.
- Participante en el "CBA All Star" de Albany de 1983.
- Participante en el "ACB All Star" de Logroño de 1989.